# ۶۸ (فیلم)
«۶۸» (انگلیسی: '68 (film)) یک فیلم است که در سال ۱۹۸۸ منتشر شد.